# Harold & Kumar Escape from Guantanamo Bay
Harold & Kumar Escape from Guantanamo Bay (prt: Grande Moca, Meu! A Fuga ou Grande Moca, Meu! - A Fuga; bra: Uma Viagem Muito Louca) é um filme estadunidense de 2008, dos gêneros comédia e aventura, dirigido e escrito por Jon Hurwitz e Hayden Schlossberg.
O longa que é a sequência de Harold & Kumar Go to White Castle, é estrelado por John Cho e Kal Penn que interpretam Harold Lee e Kumar Patel, respectivamente.[carece de fontes?]

## Elenco
- John Cho como Harold Lee
- Kal Penn como Kumar Patel
- Danneel Ackles como Vanessa Fanning
- Rob Corddry como Ron Fox
- Paula Garcés como Maria QuesaDilla
- Eric Winter como Colton Graham
- Roger Bart como Dr. Beecher
- Neil Patrick Harris como Neil Patrick Harris
- Amir Talai como Syed Raza
- David Krumholtz como Goldstein
- Eddie Kaye Thomas como Rosenberg
- Christopher Meloni como Grand Wizard da KKK
- Richard Christy como Kenny
- Clyde Kusatsu como sr. Lee
- Beverly D'Angelo como Sally
- Jon Reep como Raymus
- Ed Helms como Jack o intérprete
- Adam Herschman como Archie
- Jack Conley como deputado Frye
- Tamara Feldman como Chloe
- Ava Santana como Tammi
- Randal Reeder como Big Bob
- James Adomian como presidente George W. Bush
- Frank Lee como Leon Chester
- Echo Valley como Tits Hemmingway
- Missi Pyle como Raylene
- Jason Konopisos como tte. Derek Davis
- Richard Christy como membro da Ku Klux Klan